# Великий Октябрь
Великий Октябрь — посёлок в Среднеахтубинском районе Волгоградской области России.
Входит в состав Куйбышевского сельского поселения.

## География

### Улицы
| - ул. Двойная - ул. Дорожная - ул. Дружбы - ул. Матросова - ул. Молодёжная - ул. Новоселов - ул. Озерная - ул. Продольная - ул. Школьная | - пер. Забалковский - пер. Клубный - пер. Почтовый - пер. Северный |

## Население
| 2010 |
| ---- |
| 550  |